# إيفان بلوش
ايفان بلوش، (بالأوكرانية: Іван Степанович Плющ)‏ سياسي أوكراني من مواليد (11 سبتمبر، 1941) ورئيس البرلمان الأوكراني لفترتين.